# Квинкция
Вижте пояснителната страница за други личности с името Квинкция.
Квинкция (на латински: Quinctia) е римлянка от 1 век пр.н.е.

## Биография
Произлиза от фамилията Квинкции. Дъщеря е на Луций Квинкций, който е екзекутиран през 43 пр.н.е.
Тя става съпруга на историк Гай Азиний Полион, който е приятел на поета Катул, с Юлий Цезар и Октавиан и през 40 пр.н.е. става консул. През 41 пр.н.е. им се ражда син Гай Азиний Гал Салонин (консул 8 пр.н.е.), който се жени през 11 пр.н.е. за Випсания Агрипина, бивша съпруга на Тиберий, и има с нея шест деца.
Съпругът ѝ финансира през 39 пр.н.е. първата обществена библиотека на Рим в Atrium Libertatis и умира през 5 г. в тяхната вила в Тускулум.